# الی ویتنی (کارولینای شمالی)
الی ویتنی (به انگلیسی: Eli Whitney) یک منطقهٔ مسکونی در ایالات متحده آمریکا است که در شهرستان المنس، کارولینای شمالی واقع شده‌است.